# Myrmarachne maxillosa
Myrmarachne maxillosa là một loài nhện trong họ Salticidae.
Loài này thuộc chi Myrmarachne. Myrmarachne maxillosa được Carl Ludwig Koch miêu tả năm 1846.